# Plagiosetum
Plagiosetum, monotpski rod jednogodišnjeg raslinja iz porodice trava. Jedina vrsa je P. refractum, australski endem iz Queenslanda i  Sjevernog teritorija, Zapadne i Južne Australije i Novog Južnog Walesa.
Rod je opisan u Hooker's Icones Plantarum 13: 33. 1877.

## Sinonimi
- Panicum refractum (F.Muell.) F.Muell.; Fragm. Phytogr. Austr. 8: 152 (1874)
- Pennisetum refractum (F.Muell.) F.Muell.; Fragm. 8: 109 (1873)
- Paractaenum refractum (F.Muell.) R.D.Webster; Australian Paniceae (Poac.): 148 (1987)
- Setaria refracta F.Muell.; Fragm. 3: 147 (1863)